# Paul Kußmaul
Paul Kußmaul (* 22. Oktober 1939 in Stuttgart) ist ein deutscher Linguist und Übersetzungswissenschaftler, der bis zu seiner Pensionierung 2005 unter anderem als akademischer Direktor am Fachbereich Angewandte Sprach- und Kulturwissenschaft der Johannes Gutenberg-Universität Mainz in Germersheim und als Dozent für den DAAD in verschiedenen Ländern tätig war.

## Leben und Werk
Paul Kußmaul wurde 1939 in Stuttgart geboren. Nach seinem Abitur 1959 begann er ein Studium der Anglistik und Germanistik an den Universitäten Tübingen, Newcastle (England) sowie München, das er 1965 abschloss. Darauf folgte eine dreijährige Tätigkeit im Schuldienst. Von 1968 bis 1971 war Kußmaul DAAD-Lektor an der Universität Bristol in England, wo er 1971 mit dem Dissertationsthema Bertolt Brecht und das englische Drama von 1580 bis 1630 promovierte. Im selben Jahr wurde er zum akademischen Rat am Fachbereich Translations-, Sprach- und Kulturwissenschaft (damals Auslands- und Dolmetscherinstitut; bis 1992 Fachbereich Angewandte Sprachwissenschaft; bis 2009 Fachbereich Angewandte Sprach- und Kulturwissenschaft) in Germersheim ernannt, worauf 1978 die Ernennung zum akademischen Oberrat und 1987 die Ernennung zum akademischen Direktor folgte. Zwischen 1984 und 1997 war er außerdem für den DAAD als Dozent für Übersetzungswissenschaft an Universitäten in Jordanien, Indien, Indonesien, Thailand, China, Argentinien und der Türkei tätig. Kußmaul war Mitglied des Gründungsvorstandes der 1992 ins Leben gerufenen European Society for Translation Studies (EST) und ab 1995 Beirat der Reihe Studien zur Translation sowie ab 2002 Übersetzungsberater für den European Social Survey (ESS). Im Jahr 2005 wurde Paul Kußmaul pensioniert. Seit 2008 ist er Mitglied des wissenschaftlichen Beirats der Zeitschrift für Translatologie – Universität Istanbul.
In seiner mehr als drei Jahrzehnte währenden wissenschaftlichen Arbeit erlebte er die Entwicklung der modernen Linguistik und Übersetzungswissenschaft und konnte diese aktiv mitgestalten. Er ist ein Vertreter des funktionalen Übersetzungsansatzes, wie z. B. auch Hans Hönig, mit dem er eng zusammenarbeitete. Kußmaul verfolgt bei seiner Forschung einen interdisziplinären Ansatz, der verschiedene linguistische Disziplinen, wie Sprechakttheorie und Kongnitionslinguistik, umfasst. Schwerpunkte seiner Forschungen sind Übersetzungsdidaktik, der Übersetzungsprozess und die „Kreativität beim Übersetzen“; seine Ergebnisse zu diesem Thema sind im Buch Kreatives Übersetzen zu finden.

## Publikationen (Auswahl)

### Monographien
- Bertolt Brecht und das englische Drama der Renaissance. Bern/Frankfurt (M.), Lang 1974
- (mit Hans G. Hönig): Strategie der Übersetzung. Ein Lehr- und Arbeitsbuch. Tübingen, Narr 1982
- Training the translator. Amsterdam, Benjamins 1995
- Kreatives Übersetzen. Tübingen, Stauffenburg 2000
- Verstehen und Übersetzen. Tübingen, Narr, 3. Auflage 2015
- Übersetzen – nicht leicht gemacht. Berlin, SAXA 2009

### Herausgeberschaften
- Sprechakttheorie. Ein Reader. Wiesbaden, Athenaion 1980
- (mit Mary Snell-Hornby / Hans G. Hönig / Peter A. Schmitt): Handbuch Translation. Tübingen, Stauffenburg 1998